# 战间期

1929年－1939年的欧洲

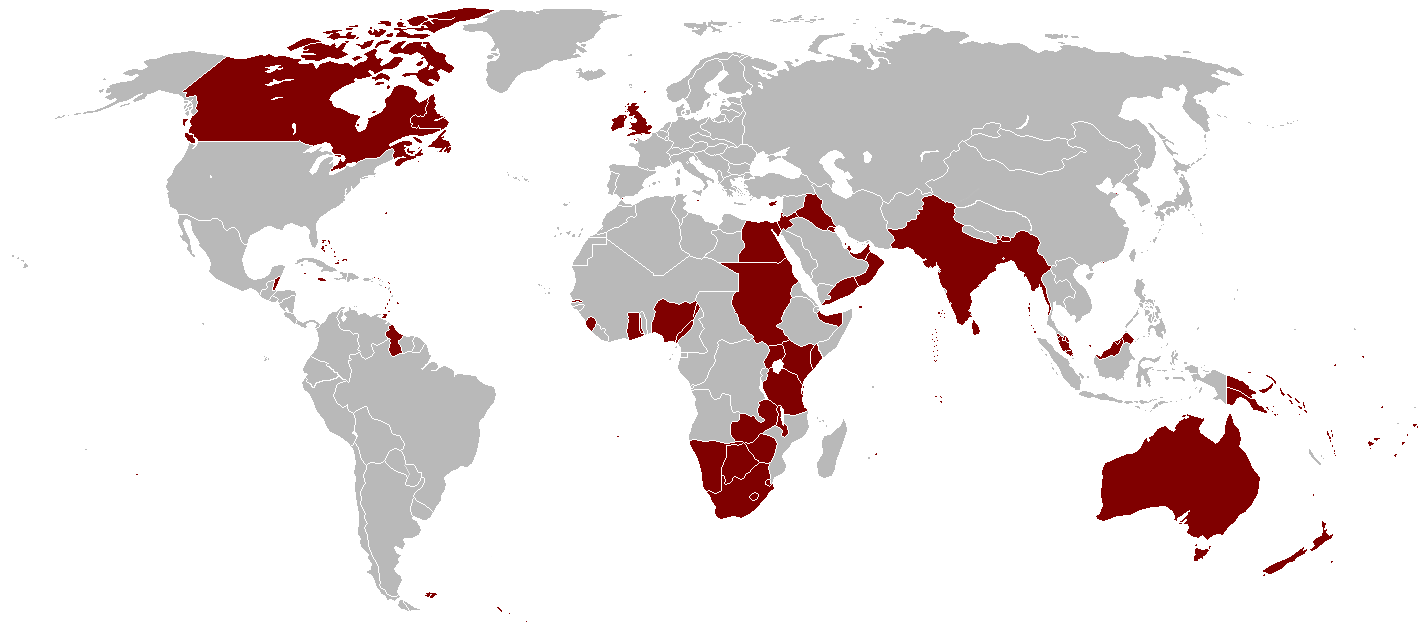
大英帝国在1921年的领土高峰期

戰間期或间战期，指的是自第一次世界大战结束到第二次世界大战开始的间隔时期。这一时期，世界局势因奧匈帝國解體、俄罗斯帝国崩潰以及后续的俄国内战等原因仍然十分动荡。欧洲在这一时期处於从第一次世界大战所带来战后创伤中逐渐恢复的时期。另一方面，在北美地区（即美國、加拿大与纽芬兰自治领），1920年代曾出现快速经济增长（史称咆哮的二十年代），该增长结束于1929年爆发的大萧条，事件导致大量西方资本主义国家出现经济发展崩溃与衰败。同一时期，魏玛共和国因经济社会原因崩溃，纳粹主义在德国兴起。1930年代後，由日本关东军主导九一八事变在滿洲发生，日本在中国东北地区建立傀儡政权满洲国；意大利王國入侵阿比西尼亚；德奥合併等事件发生。第二次世界大战雏形在该时间段产生。1937年7月，日本发动七七事变开始全面侵华，两年后的1939年9月，德国入侵波兰，第二次世界大战全面爆发，战间期宣告结束。
两次世界大战之间的时期相对较短，但世界各地发生了许多社会、政治和经济变化。以石油为基础的能源生产和相关机械化带来了繁荣的二十年代，这是中产阶级社会和经济流动性的时代。汽车、电力、收音机等在发达国家的人们中变得越来越普遍。在这个时代的放纵之后发生了大萧条，这是一场史无前例的全球经济衰退，严重损害了世界上许多最大的经济体。
在政治上，这个时代恰逢共产主义的兴起，从十月革命和俄国内战开始，到第一次世界大战结束时，结束于法西斯主义的兴起，特别是在德国和意大利。中国正处于半个世纪一来最不稳定的国共内战之中。英国、法国和其他帝国面临着挑战，因为帝国主义受到越来越多的负面看待，许多殖民地出现了独立运动；在欧洲，经过长期的低级别战斗，爱尔兰大部分地区获得了独立。
俄罗斯帝国、奥斯曼帝国、奥匈帝国和德意志帝国被解体，奥斯曼领土和德国殖民地在盟国（主要是英国和法国）之间重新分配。俄罗斯帝国西部地区、爱沙尼亚、芬兰、拉脱维亚、立陶宛和波兰成为独立国家，比薩拉比亞（现摩尔多瓦和乌克兰部分地区）选择与罗马尼亚统一。
在俄罗斯，布尔什维克成功重新控制了白俄罗斯和乌克兰、中亚和高加索地区，组建了苏联。在近东，埃及和伊拉克获得独立。大萧条期间，拉丁美洲国家将许多外国公司（其中大部分属于美国）国有化，以加强本国经济。在推行睦邻政策之前，美国进行了一系列被称为香蕉戰爭的干涉。苏联、日本、意大利和德国的领土野心促进了他们领土的扩张。

## 主题

### 欧洲动荡
1918年11月11日贡比涅停战结束第一次世界大战后，1918年至1924年充满了动荡，俄罗斯内战继续肆虐，东欧努力从第一次世界大战的破坏中恢复过来。不仅俄罗斯帝国的崩溃造成了不稳定的影响，而且德意志帝国、奥匈帝国和奥斯曼帝国的毁灭也造成了不稳定的影响。南欧、中欧和东欧有许多新的或恢复的国家，有些面积较小，如波罗的海国家，有些较大，如波兰、塞尔维亚、克罗地亚和斯洛文尼亚。美国在世界金融中获得了主导地位。因此，当德国无法再向英国、法国和其他前协约国支付战争赔款时，美国提出了道威斯計劃，向德国投入巨资，德国向其他国家偿还赔款，而这些国家反过来又使用德国的战争赔款美元来偿还对美国的战争债务。到20年代中期，繁荣已普遍存在，后期被称为“咆哮的二十年代”。

### 国际关系

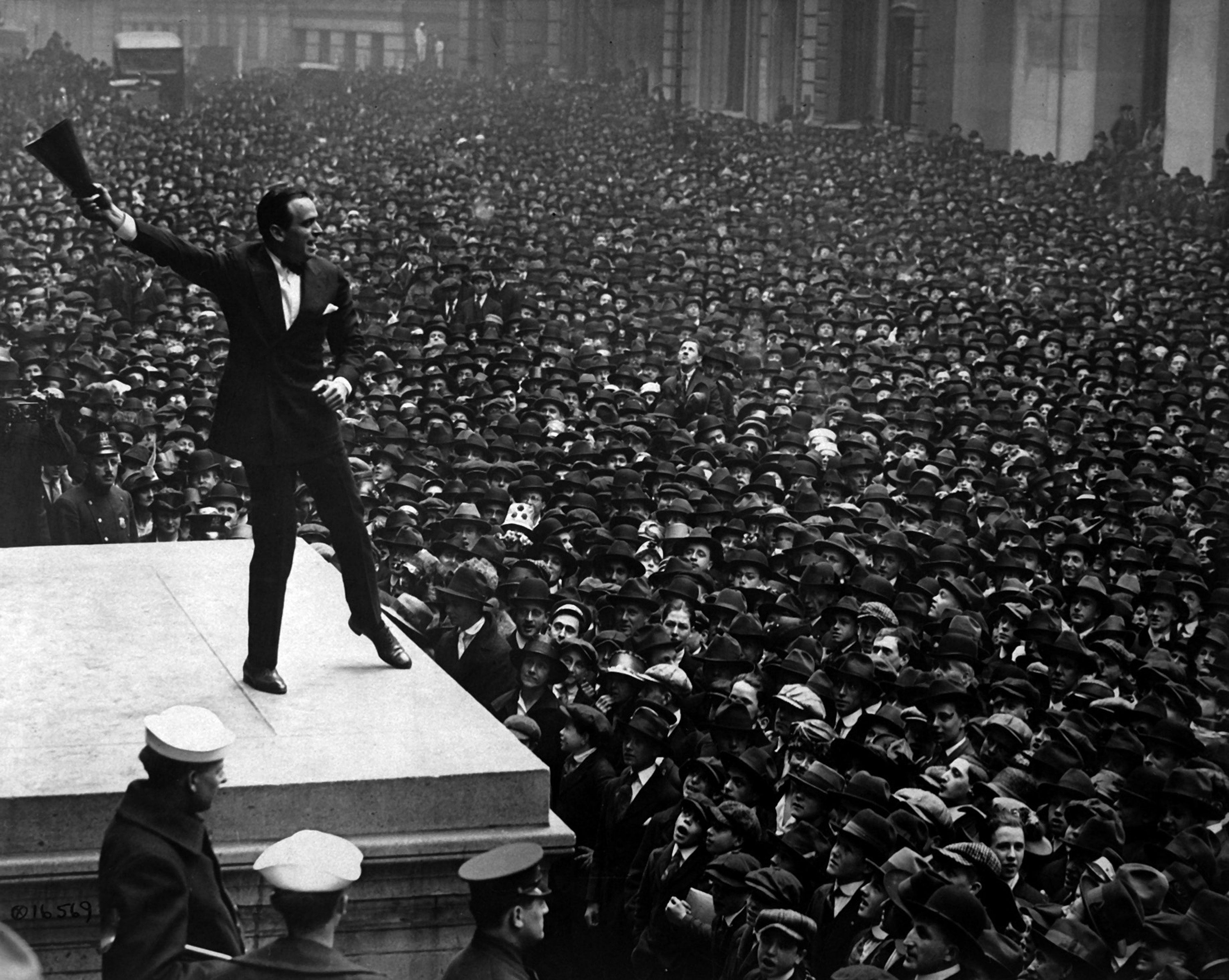
一战末期的1918年，道格拉斯·范朋克在宣传战争债券“自由债券”的活动上宣讲。人群中满是戴着博勒帽到費多拉帽不同帽子的人。

战间期外交和国际关系的重要阶段包括解决一战遗留问题，例如德国的赔款和边界问题；美国参与欧洲金融和裁军项目；国际联盟的期望和失败；新国家与旧国家的关系；苏联与资本主义国家的不信任关系；和平与裁军努力；对1929年大萧条的应对措施；世界贸易的崩溃；民主政权的崩溃；经济自给自足的努力不断增加；日本对华侵略，侵占中国大量土地，加上日苏边界冲突，导致苏日在发生多起冲突；法西斯外交，包括墨索里尼和希特勒的侵略行为；西班牙内战；意大利入侵并占领非洲之角的埃塞俄比亚；德国对德语国家奥地利、捷克斯洛伐克苏台德地区的德意志人居住地区的扩张主义行动的绥靖政策、国际联盟非军事区莱茵兰再军事化，以及随着第二次世界大战日益临近最后的重整军备。
裁军从战后直到1930年代都一度是非常受欢迎的公共政策。然而，国际联盟未能持续发挥有效作用。巴黎和会后和裁军有关的会议包括限制海军的华盛顿会议、日内瓦裁军会议等。
随着第二次世界大战的开始，两次世界大战之间的时期于1939年9月1日结束。

### 咆哮的二十年代
咆哮的二十年代凸显了新颖且高度可见的社会和文化的创新。这些趋势得益于持续的经济繁荣，在纽约、芝加哥、巴黎、柏林和伦敦、布宜诺斯艾利斯、墨西哥城等主要城市最为明显。爵士时代开始，装饰风艺术达到顶峰。对于女性来说，及膝半身裙和连衣裙越来越被社会接受，做马塞尔发型和波波头也是如此。引领这些潮流的年轻女性被称为“飞来波女郎”。

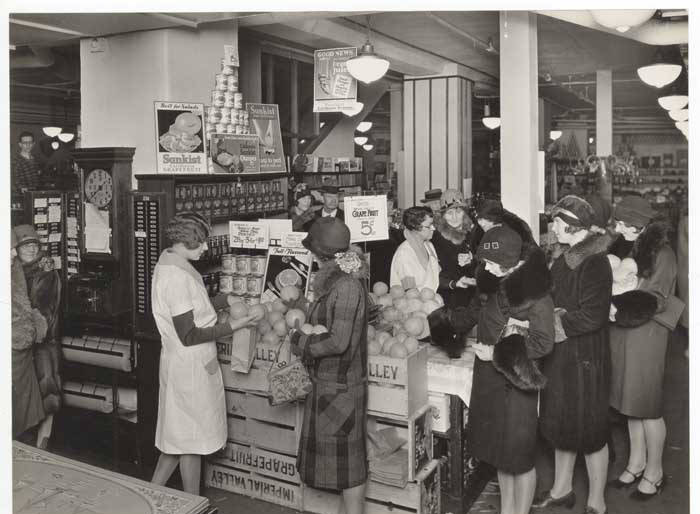
1925年，在零售业者罗得兄弟的十美分小商品商店里购买香吉士的葡萄柚等柑橘属水果及制品的女性们，很多人戴着钟形帽。这批橙子装在木板箱里从加州帝国谷运到西雅图。

在过度情绪化的战时激情之后，社会“回归常态”。芬兰、波兰、德国、奥地利、匈牙利和西班牙的左翼革命失败，但在俄罗斯取得了成功，成为苏联共产主义和马克思列宁主义的基础。在意大利，国家法西斯党在1922年贝尼托·墨索里尼的领导下上台。
在一战后的这段时期，赋予女性參政權的国家包括1917年的加拿大（魁北克用了更长时间）、1918年的英国和1920年的美国。有几个主要国家一直到第二次世界大战后（法国、瑞士和葡萄牙）。莱斯利·休谟认为：
妇女对战争的贡献加上以前政府制度的失败，使人们比以往任何时候都更加难以坚持认为妇女无论从宪法还是性格上都不适合投票。如果妇女可以在军火工厂工作，那么拒绝她们进入投票站似乎既忘恩负义又不合逻辑。但这次投票不仅仅是对战争工作的奖励；它也是对战争工作的奖励。关键在于，妇女参与战争有助于消除围绕妇女进入公共领域的恐惧。
德里克·奥尔德克罗夫特和史蒂文·莫尔伍德表示，在欧洲，“几乎所有国家都在20年代取得了一些经济进步，其中大多数国家在20世纪末恢复或超过了战前的收入和生产水平。”荷兰、挪威、瑞典、瑞士和希腊表现尤其出色，而东欧由于第一次世界大战和俄罗斯内战而表现不佳。在发达国家，繁荣惠及中产阶级家庭和许多工人阶级，他们拥有收音机、汽车、电话、电灯和电器。工业出现了前所未有的增长，消费需求和愿望加速增长，生活方式和文化发生了重大变化。媒体开始关注名人，尤其是体育和电影明星。无声电影向有声电影过渡，除了富丽堂皇的电影院外，各大城市还为球迷建造了大型体育场馆。但随后的三十年代则属于社会现实主义和再起的保守文化，在法国出现了部分知识分子发起的不墨守成规运动。机械化农业继续快速发展，产量增加，价格下降，并使许多农场工人失业，他们经常搬到附近的工业城镇和城市。

### 大萧条

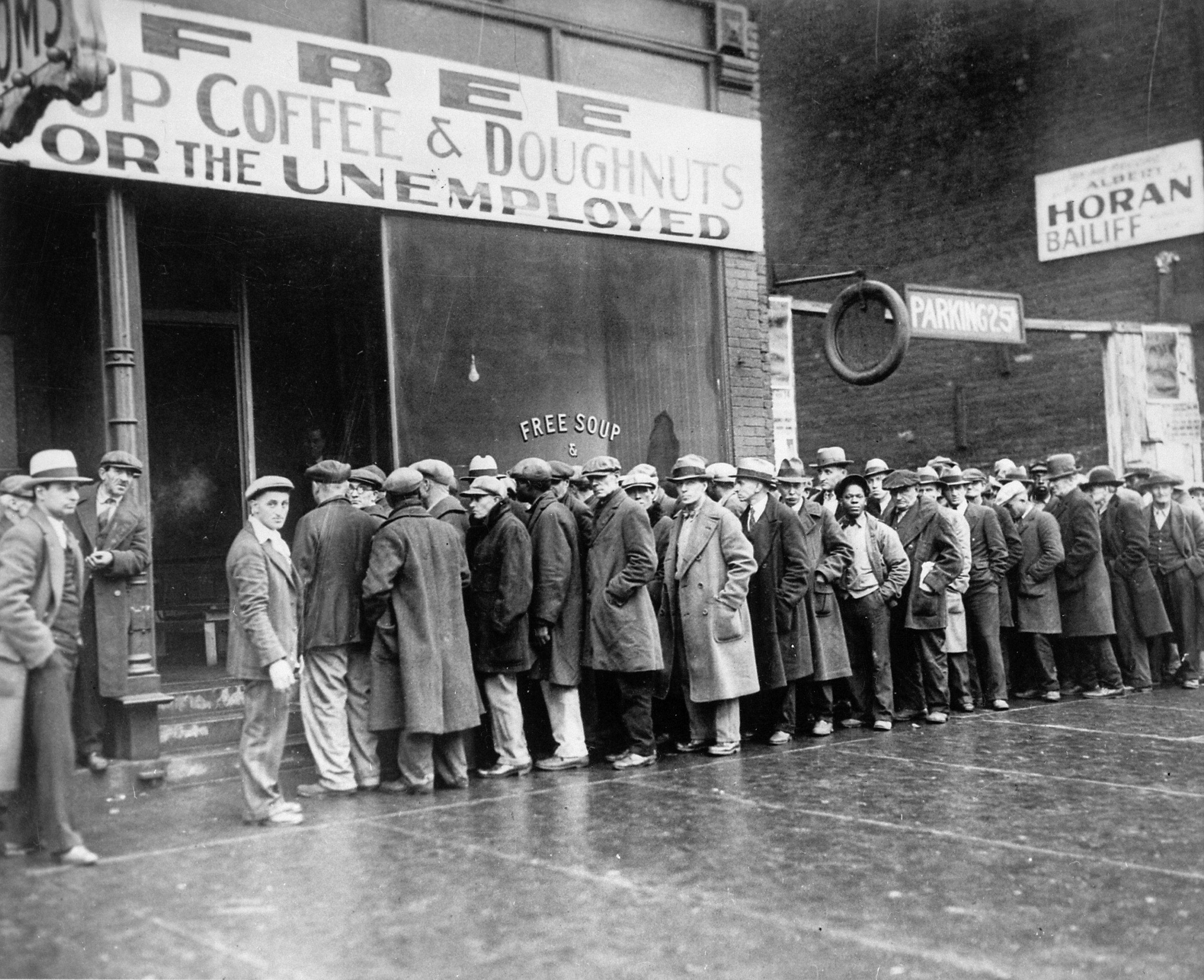
1931年大萧条期间，芝加哥黑帮阿尔·卡彭开设的施粥所，外面是领取救济的失业男子

大萧条是1929年之后发生的一场严重的全球经济危机，各国发生的时间各不相同。在大多数国家始于1929年，一直持续到1930年代末。这是20世纪持续时间最长、影响最深、影响范围最广的经济危机。大萧条起源于美国，随着1929年10月29日的股市崩盘而成为全球新闻。1929年至1932年，全球GDP估计下降了15%。相比之下，2008年至2009年金融大衰退期间，全球GDP下降了不到1%。一些国家到了20世纪30年代中期开始实现经济复苏。1933年的伦敦经济会议和1936年的三国货币协定标志着金本位后范围性的汇率调控机制建立。然而，在许多国家，大萧条的负面影响一直持续到第二次世界大战开始。
大萧条对富国和穷国都造成了毁灭性影响。个人收入、税收、利润和物价下降，国际贸易下降超过50%。美国的失业率上升至25%，一些国家的失业率高达33%。价格大幅下跌，尤其是矿业和农产品价格，企业利润也大幅下降，新业务开工大幅减少。
世界各地的城市都受到了严重打击，尤其是那些依赖重工业的城市。许多国家的建设几乎停止。农作物价格下跌约60%，农业社区和农村地区遭受损失。面临需求直线下降且几乎没有替代就业来源的情况，依赖采矿和伐木等第一产业的领域受到的影响最大。
魏玛共和国经历了两次政治和经济动荡导致了纳粹主义抬头。在亚洲，日本变得越来越具有侵略性，尤其是对华方面。

### 魏玛共和国
《凡尔赛条约》中极其不公正的和平条款严重削弱了新的民主政权。该条约剥夺了德国的所有海外殖民地、阿尔萨斯-洛林以及以波兰为主的地区。盟军占领了包括莱茵兰在内的德国西部的工业部门，不允许德国拥有真正的陆军、海军或空军。战后协约国要求赔偿，特别是法国，包括原材料的运输以及年度付款（被民族主义者和纳粹称为，即贡品）。直到1932年的洛桑会议德国终止了支付赔款。
1923年1月，当德国拖欠赔款时，法国和比利时军队占领鲁尔。德国政府鼓励鲁尔区人民消极抵抗：商店不会向外国士兵出售商品，煤矿不会为外国军队挖掘，占领军成员乘坐的有轨电车将被遗弃在德国境内和街道中间。德国政府印制大量纸币，造成恶性通货膨胀，也损害了法国经济。事实证明，被动抵抗是有效的，因为占领对法国政府来说是一笔亏损的交易。但恶性通货膨胀导致许多谨慎的储户损失了所有积蓄。反民主的纳粹分子、民族主义者和共产党人在街头互相争斗。
德国是第一个与新成立的苏联建立外交关系的国家。根据《拉帕洛条约》，德国在法律上承认苏联，两个签署国共同同意取消所有战前债务并放弃战争索赔。1925年10月，德国、法国、比利时、英国和意大利签署了《洛迦诺公约》；它承认德国与法国和比利时的边界。此外，英国、意大利和比利时承诺在德国进军非军事化的莱茵兰地区时向法国提供援助。洛迦诺为德国1926年加入国际联盟铺平了道路。

### 大英帝国

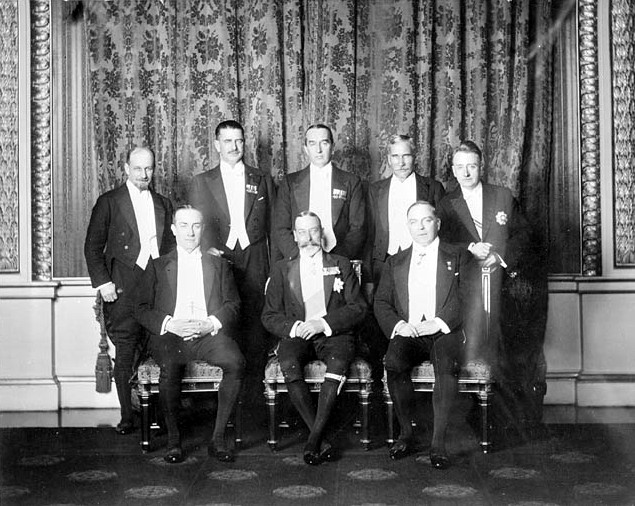
乔治五世与英国和自治领首席部长在1926年帝国会议上

一战带来的世界秩序变化，尤其是美国和日本发展成为海军强国，以及印度和爱尔兰独立运动的兴起，引起了大英帝国对政策重新评估。英国被迫在与美国或日本结盟之间做出选择，英国选择不再续签英日同盟，而是签署了1922年《华盛顿海军条约》，其中英国接受了与美国的海军平等。安全问题是英国的一个严重关切，因为它对英国的自豪感、金融和贸易导向型经济至关重要。

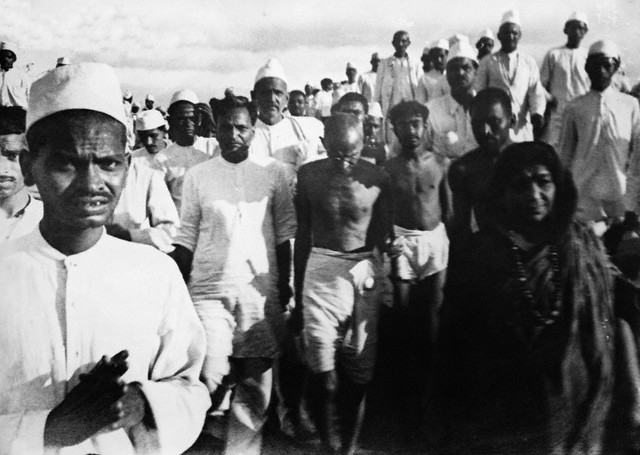
甘地和78名追随者从萨巴尔马蒂道场到滨海瑙萨里丹迪村的徒步中

印度在第一次世界大战中大力支持帝国，它期望得到回报，但未能获得自治，政府仍然控制在英国手中，并担心再次发生类似于1857年印度起义。《1919年印度政府法案》未能满足自治的要求。日益紧张的局势，特别是在旁遮普地区，在1919年的阿姆利则惨案中达到顶峰。印度民族主义高涨，并以莫罕达斯·甘地领导的印度国大党为中心。在英国，公众舆论对于大屠杀的道德性存在分歧，一些人认为这场屠杀将印度从无政府状态中拯救出来，另一些人则对此表示厌恶。
自1880年代以来，埃及实际上一直处于英国的控制之下，虽然它名义上属于奥斯曼帝国。1922年，埃及王國获得正式独立，但它仍然是英国指导下的附庸国，此时埃及加入国际联盟。埃及国王福阿德一世和他的儿子法鲁克一世以及他们的保守派盟友凭借与英国的非正式联盟以奢华的生活方式继续掌权，英国将保护他们免受世俗和穆斯林激进主义的侵害。伊拉克自1920年起成为英国托管地，1932年费萨尔一世同意英国的军事联盟条款和保证石油供应，伊拉克王国正式独立。
在巴勒斯坦，英国面临着在巴勒斯坦阿拉伯人和巴勒斯坦猶太人之间进行调解的问题。已纳入授权条款的《贝尔福宣言》指出，将在巴勒斯坦建立犹太人的国家家园，并允许犹太移民达到由授权权力确定的限额。这导致与阿拉伯人的冲突日益加剧，阿拉伯人于1936年发动罢工并建立了阿拉伯人高级委员会，英国组织了皮爾委員會对罢工的深层原因进行了调查。随着20世纪30年代与德国的战争威胁增加，英国认为阿拉伯人的支持比建立犹太人家园更重要，并转向支持阿拉伯立场，限制犹太移民，进而引发了犹太人叛乱。
英国自治領（加拿大、纽芬兰、澳大利亚、新西兰、南非和爱尔兰自由邦）在世界大战中实行自治并获得半独立，而英国仍然控制着外交政策和国防。自治领制定自己的外交政策的权利于1923年得到承认。1926年11月，英國在《1926年贝尔福宣言》中同意自治領和英國在外交事務上有平等地位。并由《1931年西敏法令》正式规定。在爱尔兰，1937年埃蒙·德·瓦莱拉的政府通过了《愛爾蘭憲法》代替原《爱尔兰自由邦宪法》，成立爱尔兰共和国。

### 法兰西帝国

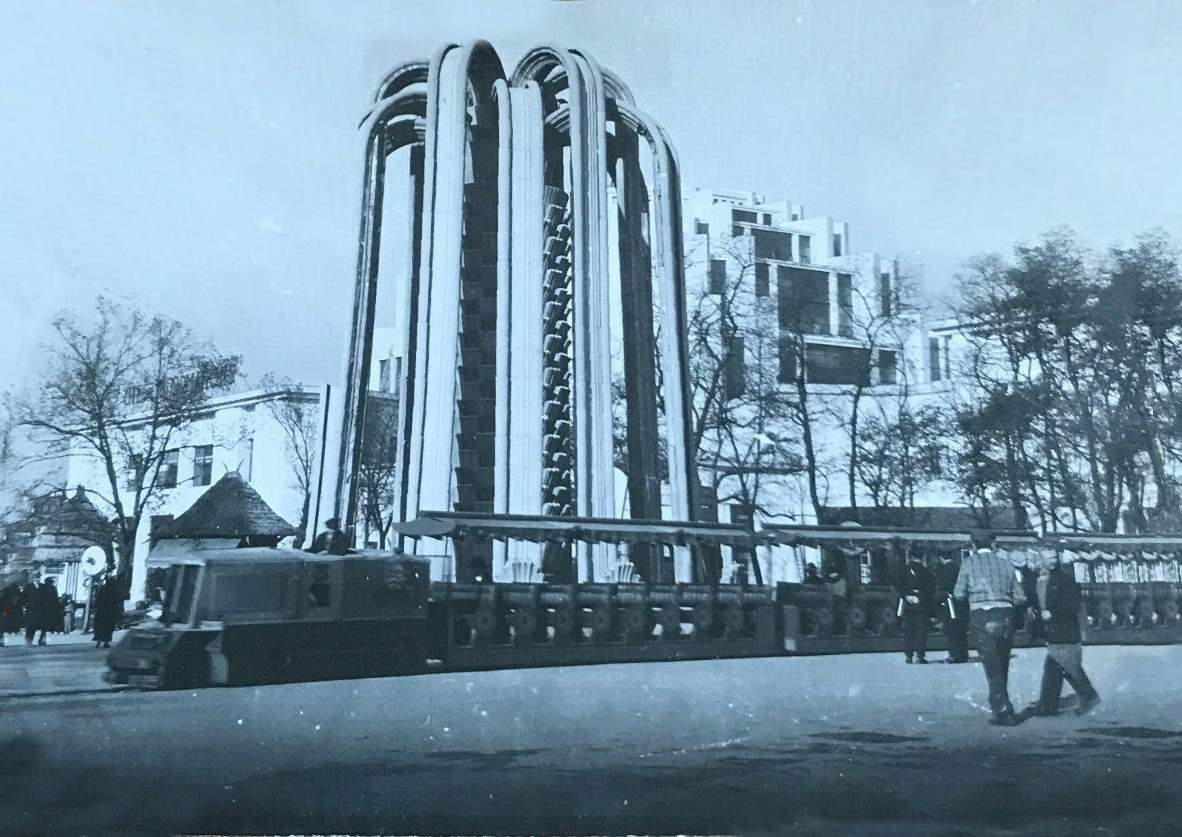
1931年巴黎殖民地博览会上的德高维600mm窄轨铁路观光铁路和运行的德高维LT.1汽油机车。

法国1938年的人口普查统计数据显示，法国本土人口超过1.5亿，其中法国本土以外的人口为1.028亿，居住在1350万平方公里的土地上。总人口中，6470万生活在非洲，3120万生活在亚洲；900,000人居住在法属西印度群岛或南太平洋岛屿。人口最多的殖民地是法属印度支那，有2680万人（分布在五个独立的殖民地）；法属阿尔及利亚有660万人；法属摩洛哥保护国有540万人；法属西非有3520万人，分布在九个殖民地。总数包括190万欧洲人和35万“被殖民化”的当地人。

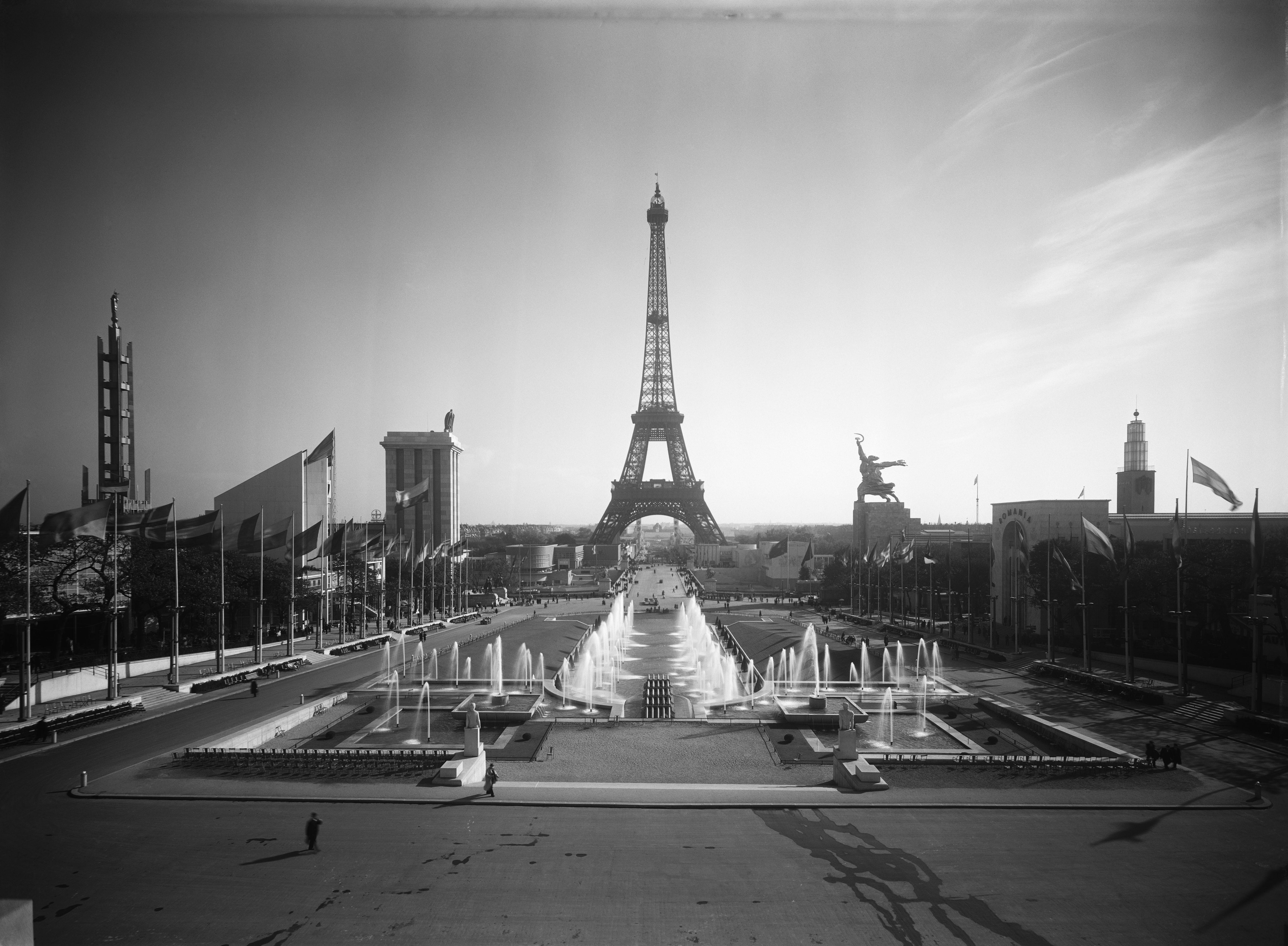
1937年世博会，照片展示了从巴黎夏乐宫望向投卡德侯花園和埃菲尔铁塔的景象，其中出现了饰有阿尔伯特·施佩尔设计的金鹰顶饰的纳粹德国展馆和装饰着《工人和集体农庄女庄员》的苏联展馆隔投卡德侯喷泉和华沙广场相对，埃菲尔铁塔后中央位置的战神广场后则有阿尔伯特·拉普拉德设计的《和平之柱》和国际联盟馆（Colonne de la Paix et pavillon de la SDN），有同样以这个角度制作的明信片。

### 北非反抗西班牙和法国的起义
柏柏尔独立领袖阿卜杜勒·克里姆组织武装抵抗西班牙和法国，以控制摩洛哥。从1890年代起，西班牙人就时断时续地面临动乱，但1921年，西班牙军队在战役中惨遭屠杀。克里姆建立了一个独立的里夫共和国，一直持续到1926年，但没有得到国际承认。最终，法国和西班牙同意结束叛乱。1926年，他们派遣20万士兵，迫使克里姆投降，克里姆最终被流放到太平洋直到1947年。摩洛哥平叛后成为西班牙民族主义者于1936年发动针对西班牙共和国的叛乱的基地。

### 西班牙内战
几个世纪以来西班牙的政治局势一直不稳定，并且在1936年至1939年期间遭受了20世纪最血腥的内战蹂躏。在西班牙，弗朗西斯科·佛朗哥将军领导的國民軍反抗新当选的西班牙第二共和国政府，全面内战爆发。意大利王国和纳粹德国向国民军提供了弹药和强大的军事援助。共和派处于守势，但它得到了苏联、墨西哥和国际纵队的大力帮助。大多数国家保持中立，拒绝向任何一方提供军备。人们担心这种局部冲突会升级为一场无人希望的欧洲战争。
西班牙内战爆发了无数小规模战斗并发生了许多暴行，直到1939年国民军打败共和军取得胜利。内战成为了世界范围内的意识形态战场。

### 法西斯主义的兴起
1922年，法西斯主义控制了意大利王国，随着大萧条的恶化，纳粹主义在德国取得胜利，法西斯主义蔓延到欧洲许多其他国家，并且在拉丁美洲的一些国家也发挥了重要作用，二二六事件后日本军国体制空前加强，通过反共產國際協定、鋼鐵條約形成了轴心国的雏形。具有共同特征的各法西斯政党适应了当地右翼传统并兴起，通常包括军国主义，极端民族主义、经济自我遏制的愿望、对邻国的威胁和侵略、压迫特定群体、在利用民主的同时嘲笑民主。法西斯主义者相信权力、暴力和优越性，通常由贝尼托·墨索里尼或阿道夫·希特勒等独裁者领导。法西斯国家均反对国际联盟。法西斯主义掌权意味着自由人权被抛弃，一切价值观服从于特定的“最好的东西”。

##### 德国

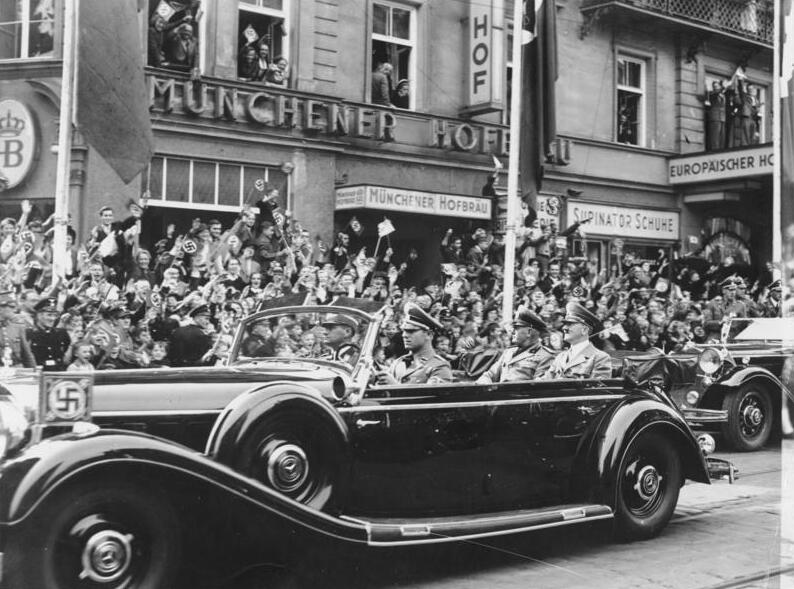
1938年在慕尼黑，梅赛德斯-奔驰770上的阿道夫·希特勒和贝尼托·墨索里尼

希特勒于1933年1月上台，建立了一个侵略性的政权，旨在让德国在中欧获得经济和政治统治地位。他并没有试图恢复失去的殖民地。直到1939年8月，纳粹德国一直都将苏联与犹太人一起视为最大的敌人。
希特勒与贝尼托·墨索里尼建立“罗马-柏林轴心”，并与日本签署《反共产国际协定》（一年后的1937年意大利也加入该条约）后，希特勒感到自己能够在外交政策上采取攻势。1938年3月12日，德国军队开进奥地利。在奥地利出生的希特勒进入维也纳时，迎接他的是热烈的欢呼声。四个星期后，99%的奥地利人投票赞成将他们的国家奥地利并入德意志第三帝国。继奥地利之后，希特勒转向捷克斯洛伐克，那里350万苏台德德裔少数民族要求平等权利和自治。
1938年9月的慕尼黑会议上，希特勒、意大利领导人贝尼托·墨索里尼、英国首相内维尔·张伯伦和法国总理爱德华·达拉第同意捷克斯洛伐克将苏台德领土割让给德意志帝国。希特勒随即宣布德意志帝国的所有领土要求均已得到满足。然而，在《慕尼黑协定》签署后不到六个月，即1939年3月，希特勒利用斯洛伐克人和捷克人之间的激烈争吵作为借口，接管了捷克斯洛伐克的其他地区，成立了波西米亚和摩拉维亚保护国。同月，他确保梅梅尔从立陶宛返回德国。张伯伦被迫承认他对希特勒的绥靖政策失败了。
希特勒在20世纪30年代的外交策略是提出看似合理的要求，如果不满足就会威胁发动战争。当对手试图安抚他时，他接受了所提供的收益，然后前往下一个目标。当德国退出国际联盟、拒绝《凡尔赛条约》并开始重新武装时，这种侵略性战略发挥了作用。在支持返回德国的公民投票后，希特勒的德国重新夺回了萨尔盆地的领土，使莱茵兰重新军事化，与意大利王国签署了《钢铁条约》，并在西班牙内战中向佛朗哥提供了大量的军事援助。德国于1938年占领了被视为德国国家一部分的奥地利，并在与英国和法国签订《慕尼黑协定》后占领了捷克斯洛伐克。1939年8月，德国与苏联签订《苏德互不侵犯条约》，并在1939年9月入侵波兰。英国和法国对德宣战，第二次世界大战正式爆发。

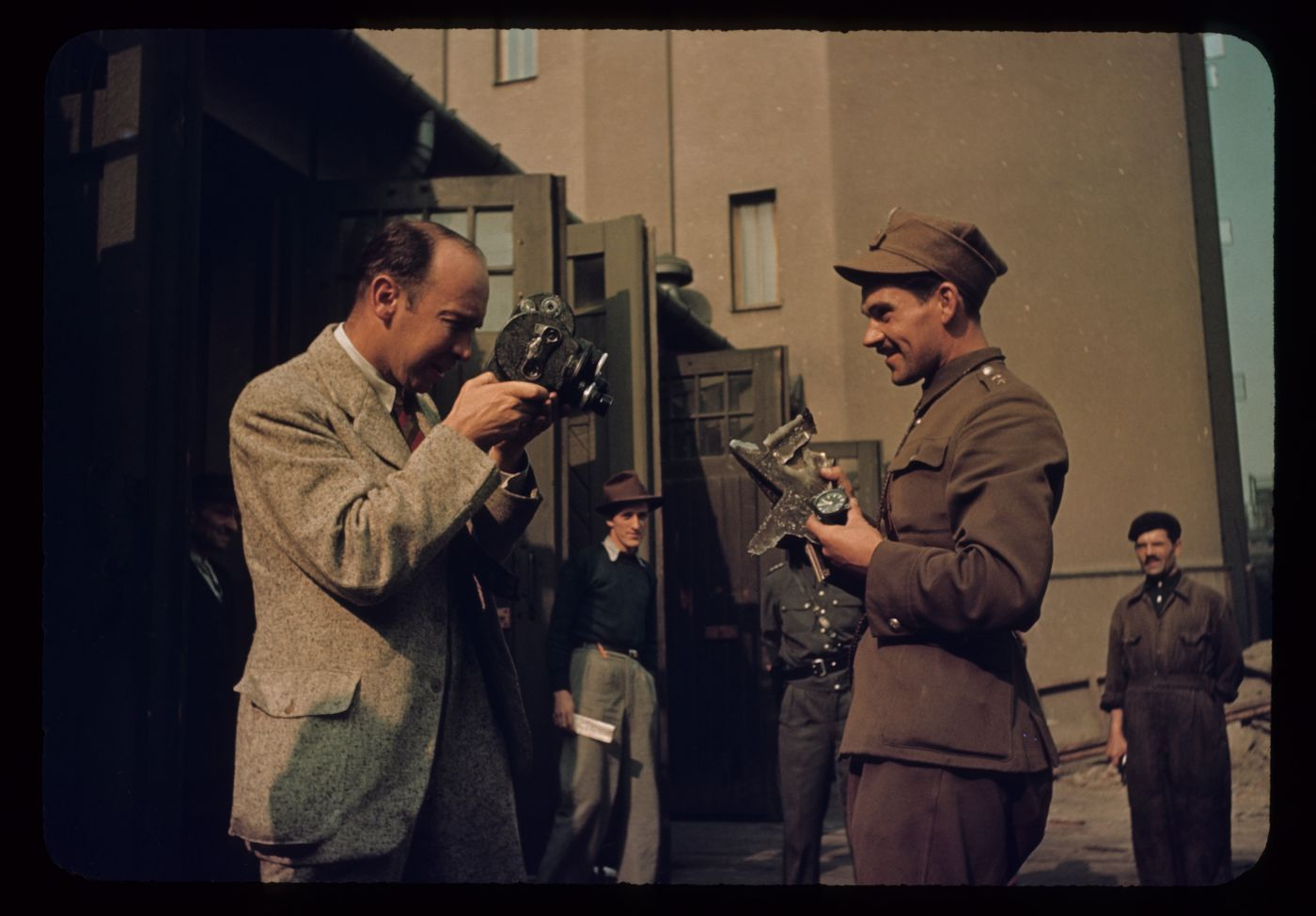
1939年9月，尤利安·布莱恩用他的Bell & Howell制造的Eyemo牌電影攝影機拍摄波兰陆军士兵拿着德国轰炸机He-111的残骸，该飞机在华沙华沙大轰炸时被波兰摧毁（柯达彩色照片）

## 时间线

### “終結一切戰爭的戰爭”的结束
- 1918年1月8日：威尔逊十四点提出。
- 1918年3月3日：《布列斯特-立陶夫斯克條約》签订，苏俄与德国停战，东线战事结束。
- 1918年8月-11月：百日攻勢。
- 1918年10月：匈牙利议会（英语：Hungarian National Council）终止与奥地利的联合，菊花革命爆发，捷克斯洛伐克第一共和国、斯洛文尼亚人、克罗地亚人和塞尔维亚人国成立。
- 1918年11月：德国十一月革命爆发，威廉二世退位。《康边停战协定》签订，一战终结。波兰第二共和国成立。卡尔一世放弃参与国家事务的权利，奥匈帝国解体，德意志-奧地利共和國成立。匈牙利民主共和国成立。
- 1918年12月：斯洛文尼亚人、克罗地亚人和塞尔维亚人国联合伏伊伏丁那、塞尔维亚王国及黑山王国组成塞尔维亚人、克罗地亚人和斯洛文尼亚人王国，拥彼得一世为国王。
- 1918-1922年：協約國武裝干涉俄國內戰、協約國干涉西伯利亞、日本干涉西伯利亚。
- 1919年-1921年：爱尔兰独立战争。
- 1919年：巴黎和会召开。
- 1919年：斯巴达克同盟起义失败，国民议会召开，《宪法》通过，《凡尔赛条约》签订，共和國成立。确定设立但澤自由市。國際聯盟會員國签署《國際聯盟盟約》。
- 1919年：《聖日耳曼條約》签订，奥地利第一共和国成立。
- 1919年：匈牙利和羅馬尼亞王國為爭奪特蘭西瓦尼亞發生匈牙利-羅馬尼亞戰爭，匈牙利蘇維埃共和國成立，其后在源自反布尔什维斯塔委员会（匈牙利语：Antibolsevista_Comité）等组织的反革命派在阿拉德建立了对抗政权（匈牙利语：A_Magyarországi_Tanácsköztársaság_idején_létrejött_ellenforradalmi_kormányok），捷克斯洛伐克和南斯拉夫王國分別在匈牙利北部和南部打擊匈牙利（小協約國），罗马尼亚得到法国支持。匈牙利红军溃败，苏维埃政府解散，佩德尔·久拉（英语：Gyula_Peidl）政府（匈牙利语：Peidl-kormány）的匈牙利共和国（英语：Hungarian Republic (1919–1920)）成立。罗马尼亚军攻入布达佩斯，扶持了“临时委任官员政权（匈牙利语：Ideiglenesen_megbízott_hivatalnokkormány）”，约瑟夫·奥古斯特大公（英语：Archduke Joseph August of Austria）担任摄政（英语：Regent of Hungary）。
- 1919年：第三国际成立。
- 1919年：波蘭-立陶宛戰爭、波蘇戰爭、波烏戰爭爆发。波兰领袖约瑟夫·毕苏斯基對立陶宛發動了一场政变（英语：1919 Polish coup d'état attempt in Lithuania），企圖扶持親波政權上台並實現共主聯邦，但最終失敗。
- 1919年：阿姆利則慘案。
- 1919年：五四運動。
- 1919年：德寿宫李太王李㷩猝逝，三一運動爆发，大韩民国临时政府成立。
- 1919年：鄂圖曼帝國崩潰，協約國開始入侵鄂圖曼帝國本土。隔年鄂圖曼和協約國簽署《色佛爾條約》，土耳其被瓜分。
- 1919年：希土战争爆发。
- 1919年：1919年埃及革命爆发。
- 1919年：美国《沃爾斯泰德法》。
- 1919年：向英国要求巴黎和会席位未果后，阿富汗酋长国埃米尔哈比布拉汗在宫廷阴谋中遭到暗杀，纳舒拉汗（英语：Nasrullah Khan (Afghanistan)）接任埃米尔，一周后即为汗政变所推翻，其后第三次英国－阿富汗战争爆发，最后以《英國-阿富汗條約》签订作为结果而告终。
- 1919年：在W·E·B·杜波依斯等人的组织下，第一次泛非大会（英语：Pan-African Congress）在法国圣艾蒂安召开。

### 爵士时代
- 1920年：1918年流感大流行结束。
- 1920年：墨西哥革命结束。
- 1920年：意大利与阿尔巴尼亚发生发罗拉战争（英语：Vlora_War）。
- 1920年：卡普政變失败。
- 1920年：但泽制宪会议选举（英语：1920_Free_City_of_Danzig_Constituent_Assembly_election）举行，波兰党（英语：Polish Party）仅得6%的选票。
- 1920年：法国-叙利亚战争与法屬敘利亞託管地的建立。
- 1920年：选举（英语：1920 Hungarian parliamentary election）产生的匈牙利议会废止《1713年国事诏书》和《1867年奥地利-匈牙利折衷方案》，复辟君主制，成立匈牙利王国，霍爾蒂·米克洛什为王国摄政。仍佔領著匈牙利東部的羅馬尼亞軍隊撤離；被簽訂，匈牙利的國土被重新規劃。
- 1920年：巴黎和會結束，《凡爾賽條約》正式生效，初步确立了凡尔赛体系。
- 1920年：南非聯邦根据《國際聯盟盟約》托管前德属西南非洲。
- 1921年：波蘇戰爭及小協約國對匈牙利的敵對行動結束，東歐恢復和平。
- 1921年：里夫戰爭爆发。
- 1921年：上西里西亚公投。
- 1921年：外约旦酋长国、美索不達米亞託管地成立。
- 1921年：中国共产党成立
- 1921-1922年：华盛顿会议。
- 1922年：英国单方面（英语：Unilateral Declaration of Egyptian Independence）宣布埃及王國独立，但保留驻军。
- 1922年：墨索里尼進軍羅馬，意大利王國進入法西斯時期。
- 1922年：俄共十一大选举约瑟夫·斯大林为中央书记处总书记。
- 1922年：俄國內戰結束，蘇聯正式建立。
- 1922年：爱尔兰自由邦成立。大不列颠及爱尔兰联合王国结束。
- 1922-1923年：爱尔兰内战。
- 1922年：波兰总统加布列尔·纳鲁托维奇遭到刺杀。
- 1923年：西班牙自由党（英语：Liberal Party (Spain, 1880)）在大选（英语：1923 Spanish general election）中赢得议会多数席位，5月曼努埃尔·加西亚·普列托开始首相任期（西班牙语：Último gobierno constitucional del reinado de Alfonso XIII）。在国王阿方索十三世的支持下，9月米格尔·普里莫·德·里维拉发动政变，建立独裁统治，终结了西班牙第一共和国被推翻至1876年大选（英语：1876 Spanish general election）后宪法（英语：Spanish Constitution of 1876）实行以来，安东尼奥·卡诺瓦斯·德尔卡斯蒂略确立的君主立宪制度下长久的两党轮替政治（英语：Turno）。
- 1923年：第二国际分裂后产生的伯爾尼國際与维也纳国际合并为社会主义工人国际。
- 1923年：《洛桑條約》簽訂，眾協約國撤離土耳其，土耳其獨立戰爭結束。土耳其共和國成立。
- 1923年：法國和比利時因德國政府未及時還款而出兵佔領德國的魯爾區，即魯爾佔領行動。
- 1923年：《丹吉尔协定（英语：Tangier Protocol）》签订，将北非摩洛哥的丹吉尔划为国际区。
- 1924年：土耳其大国民议会废除（英语：Abolition of the Caliphate）哈里发制度。
- 1924年：拉姆齊·麥克唐納成立英国首个工党政府（英语：First_MacDonald_ministry），9个月后因坎贝尔案（英语：Campbell_Case）遭不信任动议通过下台。
- 1924年：麥加謝里夫侯赛因·本·阿里退位。
- 1925年：敘利亞大起義（英语：Great Syrian Revolt）爆發，但最終遭到鎮壓。
- 1925年：電視發明。
- 1925年：巴列维王朝建立。
- 1925年：保罗·冯·兴登堡在1925年德國總統選舉中胜出。
- 1926年：日本裕仁天皇即位，改元昭和。
- 1926年：葡萄牙發生政變，葡萄牙進入軍事獨裁時期。
- 1926年：汗恢复杜兰尼帝国时期艾哈迈德沙·杜兰尼创设的头衔帕迪沙阿（王中之首），阿富汗王國成立。
- 1926年：波兰五月政变，伊格纳齐·莫希奇茨基被毕苏斯基推荐为总统。
- 1926年：埃尔温·薛定谔公开发表关于薛定谔方程的论文。
- 1926年：北伐战争爆发。
- 1927年：飞跃大西洋。
- 1928年-1929年：汗访问欧洲期间，阿富汗内部爆发数波叛乱，在塔吉克人哈比布拉为首领的萨卡维主义主导下演化为内战，喀布尔陷落，哈比布拉建立阿富汗酋长国，阿曼努拉汗及其兄弟伊納阿圖拉汗流亡国外。在多股势力的联合打击下，萨卡瓦武装势力渐微，穆罕默德·纳第尔·沙阿进入喀布尔，复辟阿富汗王国。
- 1929年：5月德国爆发血腥五月事件，促使德国共产党彻底转向将所谓社会法西斯主义作为首要斗争对象的路线。10月由德国国家人民党等传统右翼政党联合纳粹党发起的旨在反对扬计划的公投（德语：Volksentscheid_gegen_den_Young-Plan）因仅有15%的投票率未获通过。
- 1929-1933年：華爾街股災-經濟大恐慌。

### 戰雲密佈
- 1930年：德国总理赫爾曼·穆勒的内阁（德语：Kabinett Müller II）因执政联盟破裂倒台。德国进入总统内阁（英语：Presidential cabinets of the Weimar Republic）时期。
  - 穆勒的“大联盟”内阁经1928年德國國會選舉占多数席位胜出上台，是魏玛共和国最后的合法多数政府。
  - 总统兴登堡援引魏玛宪法第48条紧急法令（德语：Notverordnung）授权海因里希·布吕宁组阁（德语：Kabinett_Brüning_I），德国国家政府（德语：Reichsregierung (Weimarer Republik)）进入3年非议会的总统内阁（英语：Presidential cabinets of the Weimar Republic）时期。
  - 1930年德国国会选举：纳粹党成为仅次于社民党的第二大党。
- 1930年：《限制和削减海军军备条约》签订于伦敦。
- 1930年：食盐进军。
- 1930年：1930年巴西革命
- 1931年：九一八事變爆發，日本佔領中國東北。
- 1931年：西班牙第二共和国成立。
- 1931年：由钢盔团发起的1931年普鲁士自由邦公投（英语：1931 Prussian Landtag referendum）因为39.21%的投票率未达50%门槛而未获通过。
  - 哈尔茨堡阵线（德语：Harzburger_Front）和钢铁阵线：

德国国家人民党、钢盔团、纳粹党、农业联盟、泛德联盟等反共和国右翼在哈尔茨堡以反对布吕宁内阁为共同目的建立了短暂的哈尔茨堡阵线。
社民党、德国总工会联合会、黑红金国旗团等组建了钢铁阵线。
- 1931年：德国-奥地利关税同盟（德语：Deutsch-österreichische_Zollunion）计划被常设国际法院裁定为违反1922年《奥地利重建协定（德语：Genfer_Protokolle）》。第一次布吕宁内阁垮台，布吕宁受命重新组建更为保守的新内阁（德语：Kabinett_Brüning_II）。
- 1931年：《1931年西敏法令》颁行。
- 1931年：保罗·杜美在1931年法国总统选举（法语：Élection_présidentielle_française_de_1931）胜过阿里斯蒂德·白里安当选法国总统。
- 1932年：民主党籍的富兰克林·德拉诺·罗斯福从1932年美国总统选举中胜出并于翌年就任（英语：First inauguration of Franklin D. Roosevelt），开始其总统任期（英语：Presidency of Franklin D. Roosevelt, first and second terms），并施行3R新政。
- 1932年：法国总统保罗·杜美遭到暗杀，阿尔贝·勒布伦继任。
- 1932年：沙特阿拉伯统一。
- 1932年：《苏波互不侵犯条约》签订。
- 1932年：由议会上台的日本首相犬養毅被刺杀，大正民主结束。
- 1932年：暹羅立憲革命爆发。
- 1932年：阮朝保大帝返回越南，开始亲政。
- 1932年：弗朗茨·馮·帕彭、庫爾特·馮·施萊謝爾先后成为德国总理。原为议会最大政党联盟的魏玛联盟（德语：Weimarer Koalition）受到普鲁士政变等打击。
  - 4月10日：1932年德國總統選舉，年过八旬的兴登堡得到包括作为政敌的社民党（属于魏玛联盟（德语：Weimarer Koalition））选民策略性投票和布吕宁大力宣传等支持，得以连任。
  - 4月24日：普鲁士自由邦选举（英语：1932_Prussian_state_election），纳粹党首次赢得多数席位（36.67%），但未能单独组阁。
1920年以来长期执政、由奥托·布劳恩领导的属于魏玛联盟的普鲁士联盟（Preußenkoalition）虽总数占一席优势，但亦无法组阁。
普鲁士议会陷入纳粹党（-德国国家人民党，中央党代表普鲁士联盟尝试与该党进行联合谈判但最终失败[54]）、社民党-中央党（魏玛/普鲁士联盟）、共产党三方的僵持。
  - 5月13日：在布吕宁内阁任职的部长威廉·格勒納因支持取缔冲锋队[55][56][57][58]受到希望能借冲锋队助力暗中实现重整军备的国防军将领庫爾特·馮·施萊謝爾[59]压力被迫下台[60]
  - 5月19日：布劳恩普鲁士内阁（德语：Kabinett_Braun_III）全体辞职但留任看守政府。
  - 5月30日：德国总理海因里希·布吕宁因为其提出的东部援助计划（英语：Osthilfe_(Deutsches_Reich)）实施方案中包括让失业人士前往东部破产地主的土地上从事农业的细则而遭到农业联盟（德语：Reichslandbund）的反对，失去了兴登堡的支持，最终下台。
  - 6月：弗朗茨·馮·帕彭被授权组阁（德语：Kabinett_Papen），放宽对冲锋队的管制，在洛桑會議终止了支付赔款。
  - 7月20日：普魯士政變
    - 帕彭使用兴登堡援引宪法第48条紧急法令的文件除权普鲁士看守政府并命其就地解散，将权力移交新设立由他本人兼任的帝国专员（德语：Reichskommissar）及专员政府（Kommissariatsregierung）。

  - 7月29日：1932年7月德国国会选举，纳粹党首次在国会赢得多数席位（37.27%）。
  - 10月25日：普鲁士诉帝国案（德语：Preußen_contra_Reich）判决做出，即使得到其它邦支持[61][62]普鲁士原看守政府针对普鲁士政变合宪性的上诉失败，社民党在作为德意志最大邦的普鲁士的坚实政治基础彻底瓦解。
  - 1932年11月德国国会选举：纳粹党在中再次赢得多数席位（33.09%）。兴登堡权衡后授权施萊謝爾组阁（德语：Kabinett_Schleicher）。
- 1933年：纳粹党掌权
  - 1月4日：帕彭在银行家施罗德的家中会见希特勒（德语：Treffen Papens mit Hitler im Haus des Bankiers Schröder），是次会面被称作“第三帝国的生日”（德語：Geburtsstunde des Dritten Reiches）。
  - 1月30日德國總統保罗·冯·兴登堡任命希特勒為德國總理（德语：Reichskanzler）组建内阁。
  - 2月：《保护德意志人民的帝国总统令（德语：Verordnung des Reichspräsidenten zum Schutze des Deutschen Volkes）》和《保护人民和国家的帝国总统令》发布。
  - 3月国会选举後《授權法》通过，德国开始纳粹化。

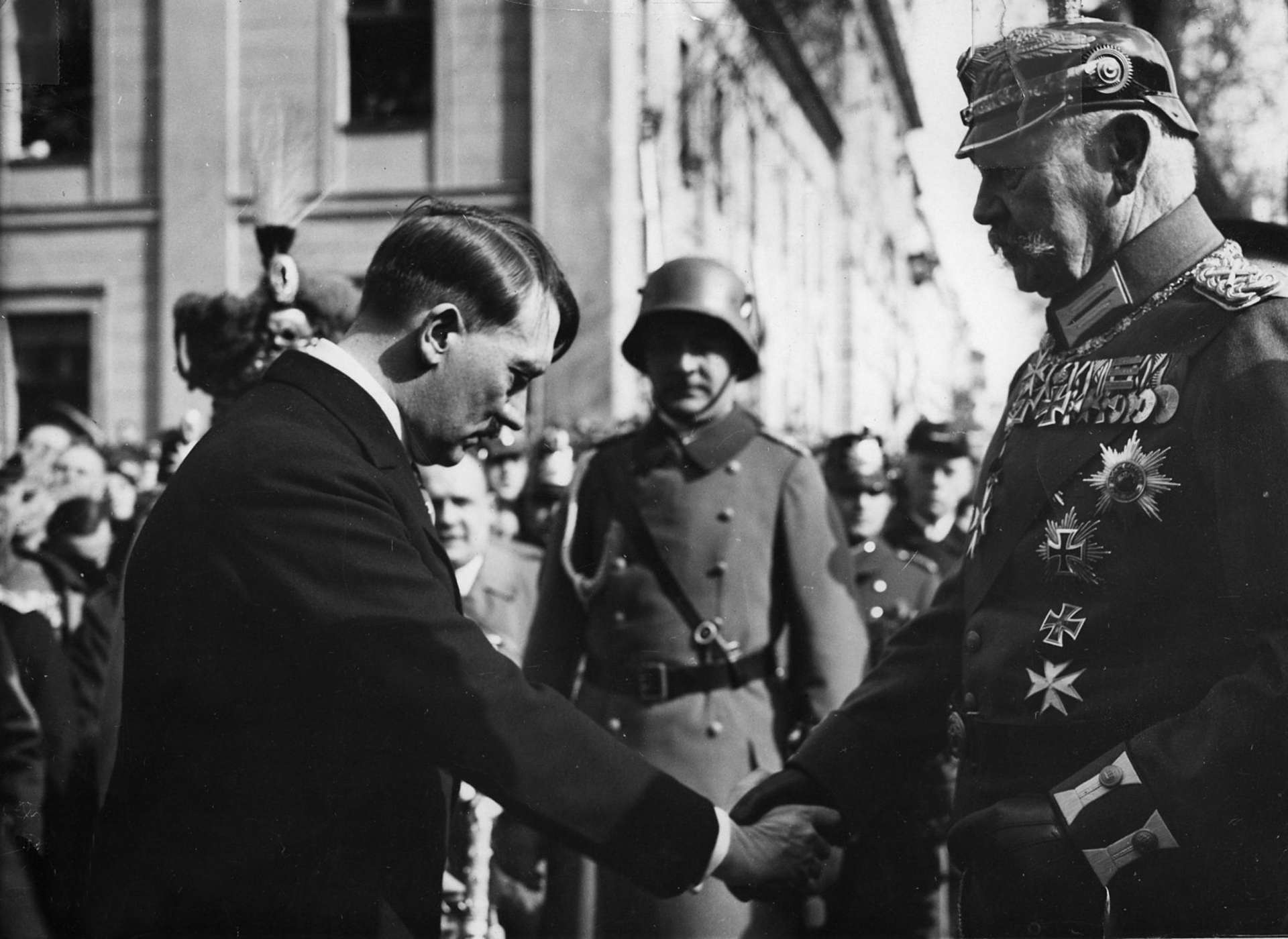
1933年3月21日，波茨坦日上德国总理希特勒向总统兴登堡鞠躬并与其握手。

- - 《禁止组织新政党法（英语：Law Against the Formation of Parties）》通过，帝国议会开始被纳粹党完全掌控，《帝国与各州统合法令（英语：Provisional Law and Second Law on the Coordination of the States with the Reich）》通过，由帝國總督直接管辖各德意志邦。7月与梵蒂冈缔结《政教协定》。10月德国緊隨日本退出國聯。
- 1933年：纳粹党首次在但泽议会选举（英语：1933 Free City of Danzig parliamentary election）中以过半得票率的绝对多数成为第一大党，赫尔曼·劳施宁当选议长，其后因反对希特勒被迫流亡。
- 1933年：《塘沽協定》。
- 1933年：罗斯福提出睦邻政策。
- 1934年：《德波互不侵犯条约》签订。
- 1934年：巴黎协和广场发生极右翼法西斯骚动事件，事后，中左翼政府总理爱德华·达拉第，在接任由于涉斯塔维斯基事件贪腐指控而辞职的卡米耶·肖当不满一周后，因为对事件的不当处理而被迫辞职，前总统加斯东·杜梅格就任总理并组建中右翼的国民联合政府。
- 1934年：魏玛共和国末任总统保罗·冯·兴登堡逝世，希特勒成为元首。
  - 1月：《重建帝国法（英语：Law_on_the_Reconstruction_of_the_Reich）》得到总统興登堡批准，解散上议院，废除各邦政府制宪权。
  - 5月11日：兴登堡完成遗嘱草拟。
  - 8月2日：兴登堡逝世，其遗嘱包含建议推进恢复霍亨索伦君主制进程的给总理希特勒的私人信件（„An den Herrn Reichskanzler. Mein letzter Wunsch!"）经弗朗茨·馮·帕彭、奧斯卡·馮·興登堡和希特勒等人之手，最终下落不明[63]。
  - 8月15日：公开兴登堡遗嘱《致德国人民和他们的总理》
  - 8月19日：全民公投后希特勒正式成為元首，德国彻底进入納粹德國时期。
- 1934年：经过近3年的谈判，旨在依据《国际联盟盟约》裁减世界各国军备的日内瓦世界裁军大会失败。
- 1934年：奥地利联邦国成立，奥地利总理恩格爾伯特·陶爾斐斯遇害。
- 1935年：意大利首相墨索里尼派兵入侵阿比西尼亞，薩爾盆地地區回歸德國，《英德海军协定》签订。
- 1935年：约瑟夫·毕苏斯基逝世（波兰语：Pogrzeb_Józefa_Piłsudskiego），萨纳齐亚开始瓦解。
- 1935年：1935年但泽自由市选举（德语：Volkstagswahl_in_Danzig_1935）中纳粹党再度胜出。
- 1935年：美国《1935年中立法》。
- 1936年：愛德華八世退位。
- 1936年：民主党籍的富兰克林·德拉诺·罗斯福在1936年美國總統選舉中赢得连任。
- 1936年：3月納粹德國軍隊進駐萊茵蘭非軍事區。11月德日兩國簽署《反共產國際協定》。
- 1936年：左翼联盟人民阵线在法国立法选举中赢得多数席位组阁，工人国际法国支部党籍的莱昂·布鲁姆出任总理。
- 1936年：日本爆發二二六事件，軍部法西斯勢力在日本空前強化。日軍佔領察哈尔和綏遠，蒙古軍政府成立。
- 1936年：西班牙將領佛朗哥在西屬摩洛哥起事，舉兵反對第二共和國，西班牙內戰爆發。西班牙共和军和以CNT-FAI为代表的无政府主义者（英语：Anarchism in Spain）（共和派）、蘇聯及国际纵队，与西班牙國民軍（佛朗哥軍）、納粹德國及意大利，组成呈相互对抗的明面上的两大阵营。
- 1936年：意大利完全佔領阿比西尼亚，意屬東非建立。為此意大利於37年加入《反共产国际协定》并退出了國聯。
- 1936年：巴勒斯坦託管地爆发1936年巴勒斯坦阿拉伯人大起义。
- 1937年：中國盧溝橋事件爆發，日本全面侵華，中華民國國民政府軍事委員會委員長蔣介石發表《廬山聲明》，同年12月13日，日军发动了南京大屠杀。
- 1937年：興登堡號空難。
- 1937年：内维尔·张伯伦接任提前退休的斯坦利·鲍德温任英国首相。
- 1937年：作为《1935年印度政府法案》内容的一部分，从印度事务部拆分的缅甸事务部（英语：Burma_Office）设立，使原为英属印度诸省之一的英屬緬甸从英属印度分离。
- 1937年：美国进入1937-1938年衰退（英语：Recession_of_1937–1938）。
- 1937年：1937年巴西政变。
- 1938年：法国人民阵线瓦解，爱德华·达拉第出任总理，德奧合併、慕尼黑會議中德國獲得蘇臺德地區。捷克斯洛伐克进入第二共和国时期，并被迫接受第一次維也納仲裁裁決。
- 1938年：由波兰总理斯克瓦德科夫斯基、元帅雷兹等人起草的對立陶宛的最後通牒要求立陶宛48小時內和波蘭政府建立外交關係否則出兵立陶宛。波兰政府否决了里宾特洛甫提出的在波兰走廊筑路并以治外法权管辖及加入《反共产国际协定》的要求[64]:42。
- 1939年：阿塔纳索夫-贝瑞计算机开始建造。
- 1939年：佛朗哥率領國民軍攻陷馬德里（英语：Final_offensive_of_the_Spanish_Civil_War），西班牙內战結束，西班牙進入佛朗哥時期。匈牙利、西班牙退出國聯。
- 1939年：德國违背了《慕尼黑协定》，斯洛伐克议会在德國策动下宣布独立，斯洛伐克共和國、喀尔巴阡乌克兰成立，3月，德军占领捷克全境，希特勒亲自宣布波希米亞和摩拉維亞保護國成立，捷克斯洛伐克第二共和国灭亡。德国下达最后通牒后立陶宛将梅梅尔割讓予德國。匈牙利吞并喀尔巴阡乌克兰并挑起斯洛伐克–匈牙利战争，以在德國調停下及斯洛伐克割让领土告终。4月意大利入侵阿尔巴尼亞。
- 1939年：5月鋼鐵條約。
- 1939年：6月天津英租界危機，日軍因程錫庚遇刺和英國拒絕引渡四名中國罪犯而封鎖天津英租界，英國對日本實行了經濟制裁並計劃派艦隊去解救天津英租界。日本此時得到了德國和意大利的外交支持，表示若英國敢派艦隊去解救天津英租界封鎖就在歐洲立刻發動戰爭。英國最後讓步，引渡了四名中國罪犯給日軍。
- 1939年：《苏德互不侵犯条约》签订。德国向波兰下达最后通牒。
- 1939年：9月1日德國入侵波蘭，3日法、英分別根據《法波盟約（英语：Franco-Polish alliance (1921)）》、《英波盟約》、《英法協約》對德宣戰，第二次世界大戰爆發。